# Nacionalni park Sjeverni Velebit
Nacionalni park Sjeverni Velebit este o arie protejată (sit de importanță comunitară — SCI) din Croația întinsă pe o suprafață de 11.157,29 ha, integral pe uscat.

## Localizare
Centrul sitului Nacionalni park Sjeverni Velebit este situat la coordonatele 44°45′44″N 14°58′27″E / 44.762214°N 14.974099°E.

## Înființare
Situl Nacionalni park Sjeverni Velebit a fost declarat sit de importanță comunitară în iulie 2013 pentru a proteja 3 specii de plante și 11 specii de animale.

## Biodiversitate
Situată în ecoregiunile alpină și mediteraneană, aria protejată conține 13 habitate naturale: Pajiști uscate din regiunea submediteraneeană estică (Scorzoneratalia villosae), Formațiuni ierboase bogate în specii de Nardus, dezvoltate pe substraturi silicioase în zone montane (și în zone submontane, în Europa continentală), Păduri acidofile de Picea de la nivel montan la nivel alpin (Vaccinio-Piceetea), Pante stâncoase calcaroase cu vegetație casmofită, Păduri ilirice de Fagus sylvatica (Aremonio-Fagion), Peșteri inaccesibile publicului, Pajiști uscate seminaturale și facies de acoperire cu tufișuri pe substraturi calcaroase (Festuco-Brometalia) (* situri importante pentru orhidee), Păduri de pin (sub-) mediteraneene cu pini negri endemici, Pajiști alpine și boreale, Tufărișuri cu Pinus mugo și Rhododendron hirsutum (Mugo-Rhododendretum hirsuti), Formațiuni de Juniperus communis pe lande sau pajiști calcaroase, Grohotișuri calcaroase și de șisturi calcaroase de la nivelul montan până la nivelul alpin (Thlaspietea rotundifolii), Pajiști alpine și subalpine calcaroase.
La baza desemnării sitului se află mai multe specii protejate:
- plante (3): Aquilegia kitaibelii, Arabis scopoliana, Eryngium alpinum
- mamifere (6): liliac cârn (Barbastella barbastellus), lupul (Canis lupus), râs eurasiatic (Lynx lynx), liliac cu urechi de șoarece (Myotis blythii), liliac comun (Myotis myotis), urs brun (Ursus arctos)
- nevertebrate (5): Congeria kusceri, Euplagia quadripunctaria, rădașcă (Lucanus cervus), croitorul cenușiu al stejarului (Morimus funereus), Rosalia alpina

Pe lângă speciile protejate, pe teritoriul sitului au mai fost identificate 22 de specii de plante, 3 specii de nevertebrate.